# Jalapa (Guatemala)
Pour les articles homonymes, voir Jalapa.
Jalapa est une ville du Guatemala, capitale du département de Jalapa.

## Localisation et climat
Jalapa est située à environ 100 km à l'est de la ville de Guatemala, au pied du volcan Jumay et des montagnes Alcoba, au milieu d'un plateau montagneux à une altitude de 1 362 m. Jalapa est connue pour son climat tempéré.

## Population
En 1850, la population de Jalapa était d'environ 3 500 habitants. Au recensement de 2018, la population de la ville atteignait 159 840 habitants.

## Histoire
À l'époque coloniale, Jalapa faisait partie du Corregimiento de Chiquimula. Après le tremblement de terre de 1773, des plans ont été élaborés pour déplacer la capitale de la capitainerie générale du Guatemala d'Antigua Guatemala à Jalapa. Une commission d'experts a estimé que l'emplacement et le climat étaient appropriés, mais a déconseillé d'ériger la ville en capitale en raison du manque d'eau. Jalapa est devenue la capitale du nouveau département du même nom le 24 novembre 1873. Le nom Jalapa dérive du terme maya « Xalapán », qui signifie « eau sablonneuse ».

## Économie et tourisme
L'économie est basée sur l'agriculture. La ville produit des fruits, comme les pommes et les bananes, et vit principalement de son exportation, notamment pour le Salvador.
Une variété de produits agricoles est produite à Jalapa et dans les environs, notamment le café, les pommes de terre, le maïs, les haricots, les bananes, le manioc, le tabac et la canne à sucre. L'élevage de chevaux et de bétail est actif. Jalapa est connue pour son fromage à pâte dure et son beurre. La foresterie, l'artisanat et le secteur des services sont également présents. Les plantes ornementales sont exportées.
Le tourisme est présent avec des rodéos, des corridas et des combats de coqs. Un arbre pétrifié se dresse sur la place centrale de la ville. Des célébrations religieuses ont lieu chaque année du 2 au 5 mai (Santa Cruz).
Jalapa comporte une succursale de l'Université de San Carlos.

## Religion
Sa cathédrale Nuestra Señora de la Expectación est le siège épiscopal du diocèse catholique romain de Jalapa (Guatemala).